# Jan Skrobisz
Jan Władysław Skrobisz (ur. 2 czerwca 1946 w Radomsku) – polski polityk, inżynier budownictwa, poseł na Sejm II kadencji.

## Życiorys
Ukończył w 1977 studia na Wydziale Budownictwa i Architektury Politechniki Łódzkiej. W 1990 uzyskał mandat radnego Bełchatowa. W wyborach parlamentarnych w 1993 został wybrany do Sejmu z listy Konfederacji Polski Niepodległej. W trakcie kadencji został posłem niezrzeszonym. W marcu 1995 dołączył do Bezpartyjnego Bloku Wspierania Reform, który dzięki temu reaktywował klub. W czerwcu tego samego roku przystąpił do Unii Polityki Realnej, ponownie zostając posłem niezrzeszonym. Pracował m.in. w komisjach: Polityki Przestrzennej Budowlanej i Mieszkaniowej, Przekształceń Własnościowych, Samorządu Terytorialnego i Polityki Regionalnej, Komisji Nadzwyczajnej do Rozpatrzenia Projektów Ustaw Dotyczących Komercjalizacji i Prywatyzacji Przedsiębiorstw Państwowych.
Pod koniec kadencji zwrócił się do ministra spraw wewnętrznych i administracji z prośbą o wyjaśnienie sytuacji prawnej działających w Polsce lóż masońskich podporządkowanych Wielkiemu Wschodowi Francji.
Po zakończeniu kadencji Sejmu w 1997 powrócił do pracy w Kopalni Węgla Brunatnego Bełchatów. Pełnił funkcje przewodniczącego rad nadzorczych spółek komunalnych. W wyborach parlamentarnych w 2001 bez powodzenia kandydował z ostatniego miejsca na liście do Sejmu z listy Platformy Obywatelskiej (w ramach porozumienia wyborczego UPR z PO). W 2005 przeszedł na emeryturę.